# Colorante

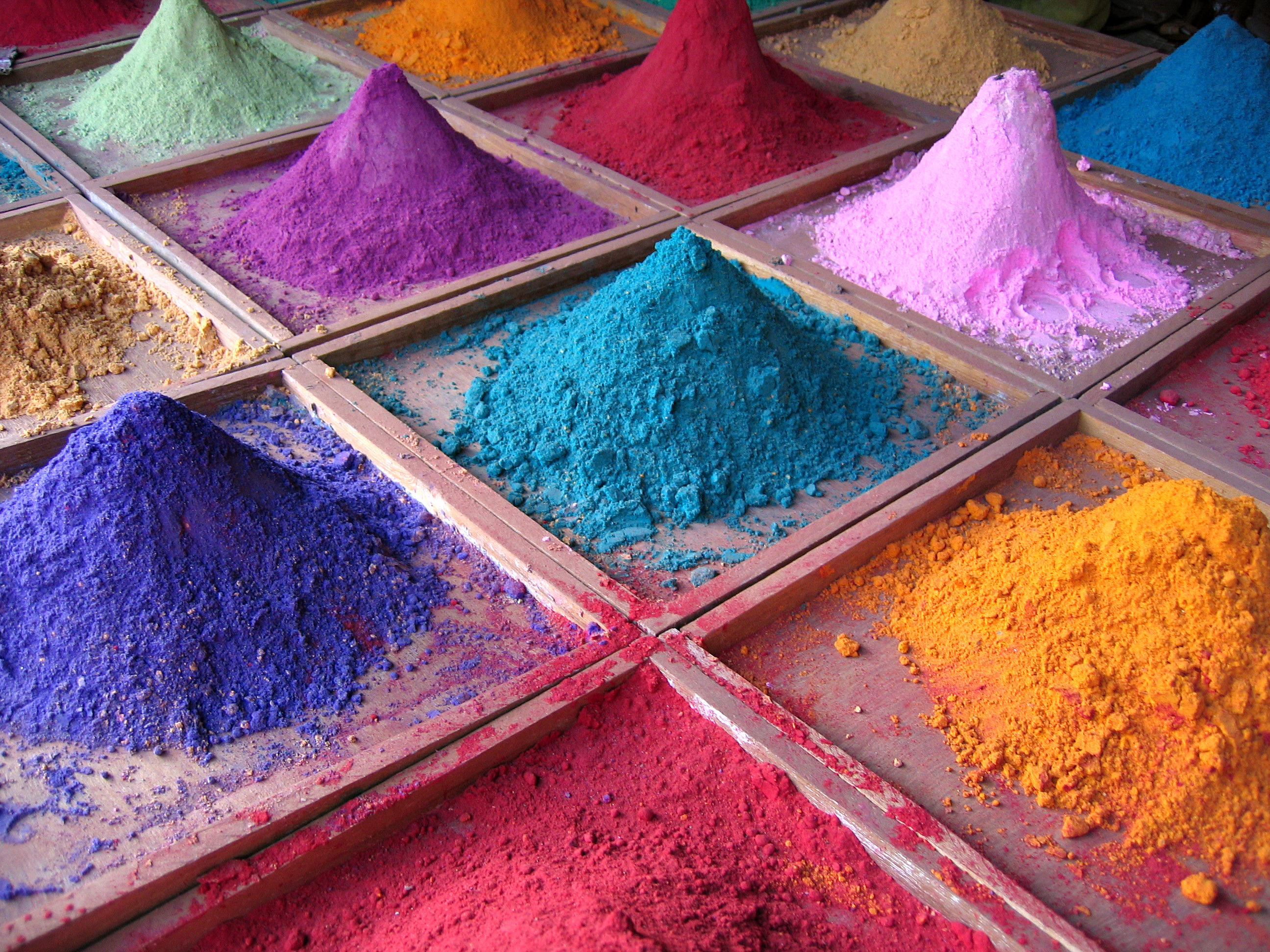
Coloranti sfusi in vendita in un mercato indiano

Un colorante è una sostanza in grado di attribuire un particolare colore ad un determinato substrato.
L'effetto fisico del colore per queste sostanze è perlopiù dovuto al fenomeno della trasmittanza e dell'assorbimento di determinate lunghezze d'onda della luce visibile.
Nella struttura molecolare, i gruppi funzionali responsabili del colore sono detti cromofori.

## Classificazione
I coloranti in senso lato (detti anche "sostanze coloranti") possono essere distinti in:
- coloranti propriamente detti: sono più o meno solubili in acqua; in genere impartiscono il loro colore ad altre sostanze attraverso dei processi di inclusione o di reazione chimica;
- pigmenti: si tratta principalmente di polveri fini, insolubili o quasi in acqua, perciò devono essere disperse in mezzi leganti che li fissino al supporto.
- lacche: sono particolari coloranti che sono resi insolubili rispetto al substrato.

Esiste poi tutta una serie di sostanze tecnicamente affini ai pigmenti che conferiscono particolari effetti cromatici (perlescenza, effetto micaceo), ma che sfruttano principi fisici (interferenza o diffrazione) completamente differenti dalle sostanze coloranti.

## Coloranti propriamente detti

### Utilizzi
I coloranti sono additivi chimici ampiamente usati nell'industria tessile, nella concia delle pelli, in alcuni tipi di inchiostri, nella colorazione della carta, nella tintura del legno, nei carburanti e nell'industria alimentare (additivi alimentari), farmaceutica, cosmetica. Meno impiegati nell'industria della plastica, dei materiali edili e delle vernici dove trovano maggiormente applicazione i pigmenti.
Molte tecniche che usano i coloranti vengono comunemente chiamate tinture, anche per settori industriali differenti dal tessile. La scelta dei coloranti da impiegare viene fatta in prima istanza in rapporto al supporto da colorare e quindi in funzione della solidità desiderata, della capacità di tingere uniformemente, della brillantezza dei colori, della non tossicità del prodotto trattato, dall'impatto ambientale e dal costo dell'operazione.

## Pigmenti
Un pigmento è un composto, relativamente insolubile o non dissolto, in grado di cambiare il colore della luce riflessa o trasmessa, come risultato dell'assorbimento selettivo di determinate lunghezze d'onda della luce. Tipicamente si presenta come una polvere fine che può essere dispersa, non a livello molecolare, nel materiale da colorare o in un fluido o in un legante che ne agevola l'applicazione sulla superficie.

## Lacche
La lacca, in senso generale, è una vernice trasparente o colorata, che si asciuga per evaporazione di solventi e spesso anche con un processo di indurimento che produce una finitura dura, durevole, che può assumere qualsiasi livello di brillantezza dall'ultra-opaco all'estremamente lucido e che può essere ulteriormente lucidata a seconda delle esigenze. Il termine lacca viene dal sanscrito lakṣa che significa "centomila", a indicare il numero di insetti dai quali è secreto questo elemento.